# Detective Conan: Countdown to Heaven
Detective Conan: Countdown to Heaven, conhecido como Case Closed: Countdown to Heaven (名探偵コナン 天国へのカウントダウン, Meitantei Conan: Tengoku no Kauntodaun) のカウントダウン nos Estados Unidos, é um filme japonês de anime de 2001 baseado na franquia de anime e mangá Detective Conan. Este filme teve um lucro de bilheteria de 2,9 bilhões de ienes.

## Enredo
A Liga de Detetives Júnior, Conan Edogawa, Ai Haibara, Genta Kojima, Ayumi Yoshida e Mitsuhiko Tsuburaya, juntamente com o Professor Agasa, estão em um acampamento. Ao longo do caminho, eles observam o Monte Fuji e as torres gêmeas recém-construídas, os edifícios mais altos do Japão. Durante a noite, Genta testemunha Ai conversando com alguém quando ele vai ao banheiro.
Enquanto isso, Gin e Vodka, em busca de Shiho Miyano, entram no apartamento de Akemi Miyano e ouvem as mensagens da secretária eletrônica. Eles descobrem que Shiho comparecerá a uma exibição privada das Torres Gêmeas em 
Tóquio. Gin e Vodka planejam matar Shiho lá.
O grupo visita as Torres Gêmeas, apelidadas de “a coisa mais próxima do céu”, e, no caminho de volta para casa encontram Mouri, Ran e Sonoko, além da velha amiga de faculdade de Mouri, Madison Monroe, sua secretária Cherilyn Chrisabel e a artista japonesa Kisaragi Hosui, o executivo Yoshiaki Hara, o síndico das Torres Gêmeas Augustine Odell, e o arquiteto das Torres Gêmeas Theodore Radcliff, o último que já estudou arquitetura com o ex-professor que virou bombardeiro em série, Leo Joel, que aparece no primeiro filme. Augustine, bêbado, convida Madison para passar a noite na torre, apesar de estas não terem sido oficialmente abertos ao público. Madison prepara um quarto para ele de qualquer maneira. Dois funcionários vêm até o elevador VIP e falam sobre como um belo carro parou em frente das torres. O outro funcionário diz que é um Porsche 356A, chamando a atenção de Conan, fazendo-o perguntar os detalhes do carro, que bate com os de Gin.
Ele rapidamente corre para o elevador olhando para baixo brevemente, e vê o Porsche se afastando quando ele se aproxima da entrada. Mais tarde naquela noite, o bêbado Augustine Odell é brutalmente assassinado.
Durante a investigação, uma xícara de saquê quebrada é encontrada e o quadro que Augustine possuía está desaparecido. A polícia chega a duas conclusões sobre a xícara de saquê: ela simplesmente caiu de Odell durante o assassinato ou foi deixada deliberadamente como uma mensagem. A Liga de Detetives Júnior conduz sua própria investigação e interroga Theodore, que conseguiu o emprego por causa de Odell, e Kisaragi, que estava no meio da pintura do Monte Fuji, apesar de sua sombra estar bloqueando sua visão. Após o questionamento, o grupo se dispersa. Ai mais tarde é vista falando com alguém ao telefone na casa do Professor Agasa, sem perceber que os membros da Organização Negra Gin e Vodka estão ouvindo do outro lado da linha.
No dia seguinte, as crianças retomam a investigação interrogando Yoshiaki Hara. Eles chegam em sua casa, encontram a porta entreaberta e descobrem o Sr. Hara morto a tiros com uma faca na mão; outra xícara de saquê quebrada é encontrada perto de seu cadáver, e a polícia conclui que um serial killer está solto comentendo esses crimes. Os dados do computador de Hara foram apagados. Devido à escalada de assassinatos, o inspetor Meguire implora a Madison para adiar a festa de inauguração das Torres Gêmeas, mas ela se recusa e os convida. Em outro lugar, Vodka está vasculhando o apartamento vazio de Akemi. Gin chega tentando rastrear a localização de Haibara através de uma linha telefônica, mas é cortado quando Conan o desconecta da casa do Professor Agasa. Haibara, ainda sofrendo com a morte de Miyano, foge chorando. Ela explica no dia seguinte que ouvir a voz da irmã ajuda a acalmá-la. Nas Torres Gêmeas, os guardas foram nocauteados com gás para dormir e bombas foram colocadas em vários locais do complexo. Conan se pergunta se Hara estava conectado à Organização Negra.
Na grande festa de inauguração, Madison faz um jogo de adivinhação de 30 segundos em que Mouri vence por pura sorte. Ela então mostra a arte de Kisaragi em uma apresentação no palco com Kisaragi, Theodore e Cherilyn cuidando da produção nos bastidores. Enquanto a cortina sobe, o público fica horrorizado ao ver Madison pendurada acima do palco com a pintura de Kisaragi ao fundo. Uma xícara de saquê sem rachaduras é encontrada abaixo de seu cadáver; uma mensagem deixada pelo serial killer. Um barulho de chocalho é ouvido enquanto os suspeitos restantes se afastam. Enquanto procurava um motivo, Conan resolve o caso graças a uma dica fornecida por Haibara.
Antes que a identidade do assassino fosse revelada, as bombas plantadas pela Organização Negra explodem, incendiando o prédio. Sonoko, Conan e Ran evacuam em um elevador, mas ele para. Conan percebe que com seu novo permanente, Sonoko se parece com Shiho Miyano por trás. Conan distrai Sonoko, fazendo-a se virar e salvando-a de ser baleada por Gin, que pensava que ela era Shiho.
Depois de chegar em segurança ao solo, Conan volta a entrar na torre depois de saber que a Liga de Detetives Júnior não foi evacuada. Ele os deixa e enfrenta o assassino em série, Kisaragi. Ele assassinou Madison ao tirar o colar de pérolas dela e, em seguida, colocou um idêntico, mas com linha de pesca, preso ao topo de sua pintura, ao redor do pescoço dela. Kisaragi deixou xícaras de saquê quebradas para trás como um símbolo do Monte Fuji que havia sido obscurecido pelas Torres Gêmeas; o intacto na cena de Madison não precisava ser esmagado, já que o cadáver de Madison dividiu a imagem da montanha. Conan explica como Hara foi assassinada por Gin; a faca de prata em sua mão não era para defesa, era para identificar seu assassino. Prata em japonês significa gim. Kisaragi deixou uma xícara de saquê para fazer com que parecesse obra de um assassino em série. Como evidência, Kisaragi tem o colar de pérolas original de Madison em sua bengala, daí o barulho de chocalho enquanto ele caminha. Kisaragi confessa, culpando os funcionários da torre pela construção das torres, um edifício que obstruía sua visão do Monte Fuji. Conan atira em Kisaragi com seu dardo tranquilizante enquanto o pintor se prepara para cometer suicídio.
Com as pontes explodidas e os andares inferiores em chamas, Conan aciona um Ford Mustang conversível com a força de uma explosão para impulsionar ele e as crianças para uma parte segura do prédio. Vendo o inferno de longe, Gin e Vodka confirmam que Shiho Miyano não estava nas torres e abandonam a busca por ela.

## Elenco
| Papel                    | Voz japonesa       | Voz inglesa          |
| ------------------------ | ------------------ | -------------------- |
| Conan Edogawa            | Minami Takayama    | Alison Retzloff      |
| Jimmy Kudo               | Kappei Yamaguchi   | Jerry Jewell         |
| Vi Graythorn             | Megumi Hayashibara | Brina Palencia       |
| Mitch Tsuburaya          | Ikue Ohtani        | Cynthia Cranz        |
| Richard Moore            | Akira Kamiya       | R. Bruce Elliott     |
| Rachel Moore             | Wakana Yamazaki    | Colleen Clinkenbeard |
| George Kojima            | Wataru Takagi      | Mike McFarland       |
| Amy Yoshida              | Yukiko Iwai        | Monica Rial          |
| Serena Sebastian         | Naoko Matsui       | Laura Bailey         |
| Inspetor Meguire         | Chafurin           | Mark Stoddard        |
| Dr. Hiroshi Agasa        | Kenichi Ogata      | Bill Flynn           |
| Akemi Miyano             | Sakiko Tamagawa    | Alex Valle           |
| Agostinho Odell          | Takeshi Watabe     | Brandon Potter       |
| Hajime Tsukamoto         | Jun-ichi Sugawara  | Charles Campbell     |
| Detetive Kazunobu Chiba  | Isshin Chiba       | Chris Cason          |
| Detetive Harry Wilder    | Wataru Takagi      | Doug Burks           |
| Detetive Nicholas Santos | Kazuhiko Inoue     | Eric Vale            |
| Vodka                    | Fumihiko Tachiki   | Christopher R. Sabat |
| Gin                      | Yukitoshi Hori     | Troy Baker           |
| Mestre de cerimônias     |                    | Chuck Huber          |
| Para mim                 | Toshihiko Nakajima | Cole Brown           |
| Madison Monroe           | Toshiko Fujita     | Elizabeth Bontley    |
| Zachary Hara             | Kouichi Hashimoto  | Jakie Cabe           |
| Hohsui Kisaragi          | Ichirou Nagai      | James Stephens       |
| Cherilyn Christabel      | Aya Hisakawa       | Lydia Mackay         |
| Theodore Radcliff        | Jurouta Kosugi     | Travis Willingham    |

## Equipe
- Licenciado pela: FUNimation Entertainment
- Diretor de ADR: Leah Clark
- Roteiro: Eric Vale
- Produtor executivo: Gen Fukunaga
- Produtor: Carly Hunter e Justin Cook
- Engenheiro de ADR: Cris George
- Diretor de ADR assistente: Brina Palencia
- Redator principal: Eric Vale
- Produtor de linha: Zach Bolton
- Engenheiro de mixagem: Adrian Cook
- Assistente de pós-produção: Casey Barteau e Niki Cooper
- Assistente de produção: Gino Palencia, Michael Harcourt e Trenton Jons
- Editor de vídeo sênior: Daniel Mancilla e Jeremy Jimenez
- Coordenação de Talentos: Tara Williams
- Edição de vídeo: Jessie Mancilla, Joe Harris, Josh Tyler e Robert Bell
- Engenheiro de vídeo: Michael Rivas e Sarah Mueller
- Coordenadora de pós-produção de vídeo: Margaret Yabs
- Diretor de pós-produção de vídeo: Brandon Tyler

## Música
O tema de encerramento do filme é "Always", de Mai Kuraki.

## Home Media

### VHS
O VHS do filme foi lançado em 10 de abril de 2002. Foi descontinuado logo depois de 2006, quando foi mudado para o DVD.

### DVD da região 2
O DVD do filme foi lançado em 21 de dezembro de 2001. Um novo DVD foi lançado em 25 de fevereiro de 2011, reduzindo significativamente o preço original e adicionado um trailer do filme como bônus.

### DVD da região 1
A Funimation lançou a dublagem em inglês de Countdown to Heaven em DVD no dia 19 de janeiro de 2010.

### Blu-ray
A versão Blu-ray do filme foi lançada em 23 de setembro de 2011. O Blu-ray contém o mesmo conteúdo do DVD, além de um mini-livreto explicando o filme e a função BD-live.